# 1,8-双二甲氨基萘
1,8-双二甲氨基萘（1,8-Bis(dimethylamino)naphthalene）俗稱質子海綿（Proton Sponge，是Sigma-Aldrich的註冊商標），是一種由萘衍生的有機化合物，最早是由英國化學家羅傑·阿爾德（Roger Alder）在1968年於布里斯托大學製備。此化合物是由二個二甲基胺基接在萘的近位。
質子海綿有許多有趣的性質，包括其高鹼性，以及其光譜特性。質子海綿是一種非親核鹼，擁有強鹼性卻不是良好的親核體。

## 結構及性質
質子海綿共軛酸在水溶液中的pKa為12.1，是已知鹼性最強的胺之一。但正如其註冊名稱中「海綿」的性質類似，其吸收質子的速度很慢。其強鹼性因為質子化可以舒緩時分子中的張力，以及二個氮的孤對電子之間的強作用力。不過因著位阻效应，質子海綿是弱的親核試劑。由於上述特性，質子海綿常用在有機合成中，是高度選擇性的非親核鹼。
質子海綿的光譜有一些特別的性質．在分子化學領域已研究相當一段時間。在許多溶液中，質子海綿會因為二種基态的化學物種的混合而產生螢光。

## 製備
質子海綿是可在市場購得的化學品，也可以用碘甲烷或硫酸二甲酯來甲基化1,8-萘二胺來製備。

## 反應
質子海綿可以用硫酸二甲酯來甲基化，水溶液中三甲基的質子海綿pKa為6.43。

## 其他質子海綿
第二代質子海綿的鹼性更強。一種稱為HMPN（1,8-bis(hexamethyltriaminophosphazenyl)naphthalene）的化合物，是將1,8-二胺萘上的二個氮原子在存在三乙胺的條件下，和tris(dimethylamino)bromophosphonium bromide反應來各連接一個六甲基磷腈基。HMPN在乙腈中的pKBH+為29.9，比質子海綿多了11個數量級。

## 外部連結
- Roger Alder research page